# Radiostacja PRC-138
Radiostacja PRC–138 – krótkofalowa radiostacja nadawczo-odbiorcza stosowana w Siłach Zbrojnych Rzeczypospolitej Polskiej.
Jest radiostacją dowódcy plutonu, kompanii i batalionu jednostek kawalerii powietrznej, powietrznodesantowych i rozpoznania.
| Dane taktyczno–techniczne   | Dane taktyczno–techniczne                  |
| --------------------------- | ------------------------------------------ |
| Rodzaj                      | plecakowa lub przenośna                    |
| Zakres częstotliwości pracy | 1–60 MHz                                   |
| Rodzaje emisji              | telefonia J3E/H3E/F3E; telegrafia: AIA/J2E |
| Szybkość transmisji         | 300 bit/s–2400 bit/s                       |
| Moc wyjściowa nadajnika     | 1-5-20 W PEP; 10 W FM                      |
| Wymiary                     | 264 × 77 × 332                             |
| Napięcie zasilania          | 24 V                                       |
| Ciężar                      | 3,4 kg                                     |